# A darumadár jelentése a japán mitológiában

## Mit jelent a darumadár a japán kultúrában?
Mint sok más kultúrában, a japánoknál is nagy szerepe van a különböző állatoknak. Megjelentek a babonákban, a különböző mondákban, népénekekben, költők verseiben és regényekben, illetve a képzőművészetben is. A darumadár japán fajtája, a mandzsu daru a nemzet szimbólumává is vált. Régen rengeteg művészeti ágazatban megjelent, mára azonban leginkább csak a papírhajtogatás művészetében, az origamiban.
Japánban mindenki tud darut hajtogatni és hajtogat is.
A darumadár japán neve curu (鶴), a mandzsu darué pedig tancsóuzuru (丹頂 ). A daruhoz társított jelentés pedig legtöbbször a szerencse, jó áldás, és még sok minden más, de mindenképpen valami olyan dolog, amely valaminek a beteljesülését fejezi ki.

## Szenbazuru
Japánban van egy darumadarakhoz kötődő szokás, a szenbazuru. Ilyenkor az emberek egy hosszú zsinórra pontosan 1000 hajtogatott papírdarut fűznek fel (mert a hagyomány szerint a darumadár 1000 évig él) és ezt annyiszor ismétlik meg, ameddig csak bírják. A hagyomány szerint ez szerencsét és jó áldást hoz.
Elvileg az év bármelyik napján lehet ezt csinálni, de mára kialakultak bizonyos napok, amelyekhez ez egyértelműen mint szokás társult. Az egyik ilyen a szilveszter. Még január elseje előtt elkezdenek darumadarakat hajtogatni, hogy az ünnepre kész legyen. Ha kész az 1000 daru, akkor szerencsés lesz a következő év. Igen ám, de a hajtogatást könnyen megunja az ember és elkezd vágyakozni más dolgok után. Így alakult ki, hogy a darumadárhoz kötik a vágyak beteljesülését, ugyanakkor ez egy kiváló fajtája a meditációnak és az sem utolsó szempont, hogy az ember ez által türelmet tanulhat el.
A szenbazuru-t nem csak szilveszter előtt szokás követni, hanem a házasság előtt is, hogy békés és boldog házasélete legyen az ifjú párnak. Így a daruhoz köthetőek a különböző családi értékek is, továbbá jelent még becsületet, hűséget és békét is.

## A daru jelenléte a mindennapokban
Macuó Basó és Issza – híres haikuköltők – verseiben is gyakran találkozhatunk velük, természetesen a kimonók mintái közül az egyik legjellemzőbb állat, a festészetben pedig szinte kötelező volt minden festőnek legalább egy olyan képet vagy paravánt festenie, amely darvakat ábrázol. Különböző logókon is megtalálható a daru, mint például a JAL, vagyis a Japan Airlines logóján vagy az 1000 jenes bankjegyen is.

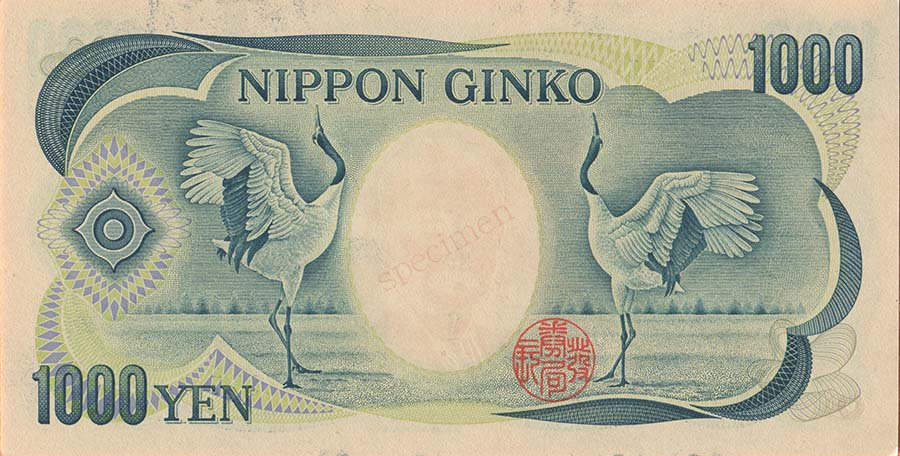
1000 jenes bankjegy.

## A daru mesékben és mondákban
Több monda és tanmese szereplője a darumadár, japán írók műveiről nem is beszélve (pl. Kavabata Jaszunari: Az ezerdaru-minta).
Egy híres tanmese is szól daruról. Egy fiú egyszer ellátott egy sebesült darut, aki, hogy meghálálja, emberré változott. Természetesen egy gyönyörű nő lett belőle. A fiú rögtön beleszeretett és összeházasodtak. Bár a férj mindig mindent megadott asszonyának, sokszor tette őt próbára olyanokkal, hogy például tud-e szőni. Mivel házasságuk előtt a nő nem volt ember, természetesen sohasem szőtt még. Egy idő után a nő megelégelte a dolgot, visszaváltozott daruvá és elrepült.

## Szaszaki Szadako
Szaszaki Szadako, egy japán lány kétéves volt, amikor Hirosimára ledobták az atombombát a II. világháborúban. Így természetesen őt is érintette a radioaktivitás által kiváltott betegségek egyike, a leukémia. 12 éves koráig gyakorlatilag egy szanatóriumban élt. Ekkor hallott a szenbazururól és kezdett el ő is hajtogatni darumadarakat. Hogy sikerült-e befejeznie, mind a mai napig nem tudjuk biztosan.
A történetet egy amerikai szerző, Eleanor Coerr is feldolgozta a ’70-es években. A könyv címe Sadako and the Thousand Paper Cranes lett. A történet szerint Szadakónak nem sikerült befejezni a hajtogatást, csak 644-et csinált. Addigra azonban túlságosan elgyengült ahhoz, hogy folytatni tudja, így a családja és a barátai fejezték be helyette, hogy teljesülhessen az álma. A papírmadarakat vele együtt temették el.
A valóságban az osztálytársai pénzt gyűjtöttek, hogy szobrot állíthassanak a tiszteletére. A szobor a híres Béke emlékparkban található. Minden évben az obon ünnepen hagynak ott hajtogatott darumadarakat Szadako és a többi hirosimai áldozat tiszteletére.